# Nora Tschirner
Nora Tschirner, nacida como Nora Marie Tschirner, el 12 de junio de 1981 en Berlín (Alemania del Este), es una actriz de cine y televisión, también ha trabajado de presentadora.
Nora Tschirner es uno de los rostros jóvenes más populares del cine alemán, destacando en el género de la comedia romántica. Con una de ellas, Keinohrhasen (Conejos sin orejas) (Til Schweiger), se convirtió en todo un fenómeno al situarse en el ranking de las películas más taquilleras de la historia del cine en Alemania. Por ello, no hace mucho que rodó la segunda parte de la película. También ha participado en comedias como Kebab Connection (Anno Saul).
En el año 2007 realizó su primera incursión en el cine español, participando en La noche que dejó de llover, junto a Luis Tosar y con el director de cine Alfonso Zarauza.

## Filmografía
- SoloAlbum (Georg Schnitzler, 2003).
- Kebab Connection (Anno Saul, 2005).
- The Conclave (Christoph Schrewe, 2006).
- FC Venus (Ute Wieland, 2006)
- Un conejo sin orejas (Keinohrhasen en alemán, Til Schweiger, 2007).
- La noche que dejó de llover (Alfonso Zarauza, 2007).
- Ijon Tichy Raumpilot (Serie - Randa Chahoud, Dennis Jacobsen, Oliver Jahn, 2007).
- Mord ist mein Geschäft, Liebling, 2009
- Zweiohrküken (Til Schweiger, 2009).
- Bon appétit (David Pinillos, 2010).
- Everyone's Going to Die (Jones,[1] 2013).

- Datos: Q63228
- Multimedia: Nora Tschirner / Q63228